# Pizzo del Sole
Pizzo del Sole är ett berg i Schweiz.   Det ligger i distriktet Leventina och kantonen Ticino, i den sydöstra delen av landet, 110 km öster om huvudstaden Bern. Toppen på Pizzo del Sole är 2 773 meter över havet, eller 553 meter över den omgivande terrängen. Bredden vid basen är 7,1 km.
Terrängen runt Pizzo del Sole är bergig åt sydost, men åt nordväst är den kuperad. Närmaste större samhälle är Acquarossa, 15,5 km sydost om Pizzo del Sole. 
I omgivningarna runt Pizzo del Sole växer i huvudsak blandskog. Runt Pizzo del Sole är det glesbefolkat, med 16 invånare per kvadratkilometer.